# Lodrino (Suiza)
Lodrino es una comuna suiza del cantón del Tesino, localizada en el círculo y distrito de Riviera. Limita al norte con las comunas de Iragna y Biasca, al este con Osogna y Cresciano, al sur con Moleno y Preonzo, y al occidente con Lavertezzo.
Las localidades de Prosito y Rodaglio forman parte del territorio comunal.

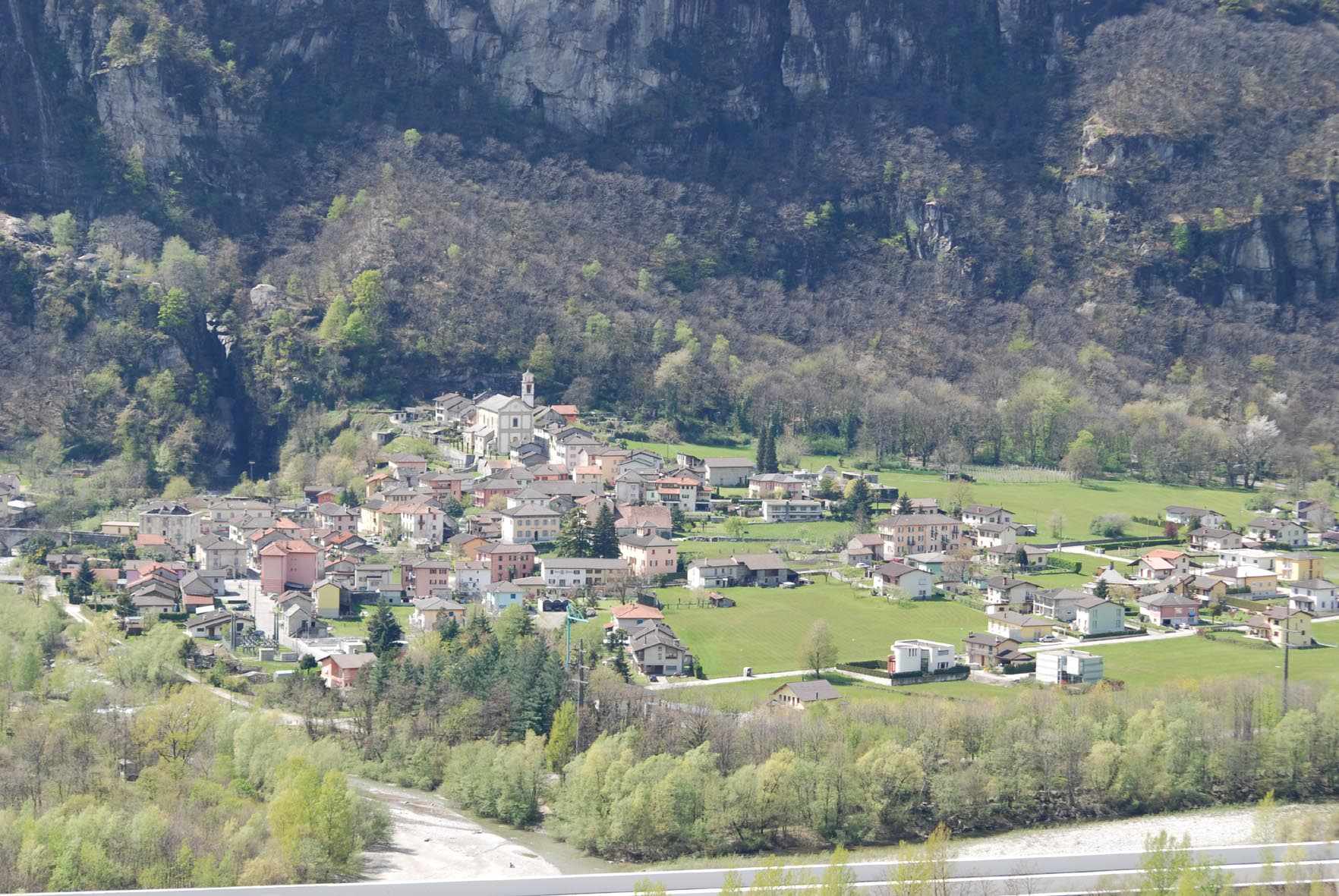
Vista de Lodrino.